# Dominga Velasco
Dominga Velasco (nascida Loera; 12 de maio de 1901 – 11 de outubro de 2015) foi uma ativista latina e supercentenária mexicana–americana. Ela é a pessoa verificada mais velha nascida no México. Ela também era sétima pessoa viva mais velha do mundo, a segunda pessoa mais velha dos Estados Unidos (depois de Susannah Mushatt Jones) e a residente viva mais velha da Califórnia. 

## Biografia
Dominga nasceu em Jalisco, no México, mas cresceu em Coahuila. Ela era a mais nova de cinco filhos. Seu pai era um sapateiro. Ela e sua família se mudaram para os Estados Unidos na década de 1920. Eles estavam fugindo de transtornos civis no final da Revolução Mexicana, testemunhando a última batalha entre seguidores de Pancho Villa e o governo federal em Ciudad Juárez enquanto cruzavam a fronteira. Eles passaram três anos em El Paso e depois se mudaram para a Califórnia e se estabeleceram no bairro Fruitvale de Oakland. 
Ela trabalhou pela primeira vez na Empresa de Embalagem de frutas da Califórnia, mas isso foi apenas um trabalho sazonal, então ela mudou-se para a Empresa de Doces da Califórnia viajando de São Francisco para Oakland. Em 1928, casou-se com Salvador Velasco Ruiz e tiveram dois filhos, Josephine e Rosemarie.
Dominga deixou de trabalhar devido à dor, mas durante a Segunda Guerra Mundial, ela e seu marido, abriram um restaurante em Oakland, chamado Chapala (depois do Lago de Chapala). Eles venderam o negócio depois de três anos e abriram outro restaurante, A Loja Enchilada, que venderam depois de mais um ano e iniciou uma loja floral. Dois anos depois, eles venderam a loja, se aposentaram. No entanto ela começou a trabalhar na comunidade espanhola e ajudou a fundar o Conselho da Unidade. O grupo trabalharia para garantir melhores instalações de vida para idosos em Oakland e, eventualmente, possuir sua própria instalação para idosos.
Ela foi o tema de um perfil de notícias em 2004 no Oakland Tribune, que relatou que, aos 102 anos, "Velasco é agora considerada uma bisavó do ativismo latino em Oakland". Ela foi homenageada como uma das pioneiras de Oakland com uma placa como parte da estátua de Sigame em Oakland, juntamente com uma placa na frente da Prefeitura de Oakland.
Quando perguntado sobre sua chave para envelhecer bem, ela disse: "Seja feliz". A residência de Dominga a partir de 2014 foi a Posada de Colores em Oakland.
Velasco morreu na manhã do domingo, 11 de outubro de 2015, aos 114 anos e 152 dias, em sua casa em Las Posada de Colores, distrito de Fruitvale em Oakland, Califórnia.